# Gametòfit

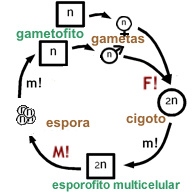
Diagrama esquemàtic de cicle de vida haplodiplont (amb alternança de generacions multicel·lulars).

El gametòfit és un organisme que presenten les plantes al llarg del seu cicle vital, en què s'originen els gàmetes o cèl·lules reproductores. A mesura que les plantes tenen una estructura més complexa, el gametòfit presenta una mida més petita. En les falgueres, les angiospermes i les gimnospermes queda reduït a una agrupació de cèl·lules, mentre que en les molses és l'organisme que es veu normalment.
En les angiospermes el gametòfit femení rep el nom de megagametòfit o bé de sac embrional.